# Minh Tiến, Phù Cừ
Minh Tiến là một xã thuộc huyện Phù Cừ, tỉnh Hưng Yên, Việt Nam.

## Địa lý
Xã Minh Tiến nằm ở phía tây nam huyện Phù Cừ, có vị trí địa lý:
- Phía đông giáp xã Tam Đa
- Phía tây giáp huyện Tiên Lữ
- Phía nam giáp xã Tống Trân
- Phía bắc giáp xã Đình Cao và xã Tiên Tiến.

Xã Minh Tiến có diện tích 6,07 km², dân số năm 2019 là 4.571 người, mật độ dân số đạt 753 người/km².

## Lịch sử
Năm 1957, chia xã Tiên Tiến thành hai xã Tiên Tiến và Minh Tiến.
Ngày 26 tháng 1 năm 1968, tỉnh Hưng Yên hợp nhất với tỉnh Hải Dương thành tỉnh Hải Hưng và xã Minh Tiến thuộc huyện Phù Cừ, tỉnh Hải Hưng.
Ngày 11 tháng 3 năm 1977, Hội đồng Chính phủ ban hành Quyết định 58-CP về việc hợp nhất hai huyện Phù Cừ và Tiên Lữ thành huyện Phù Tiên và xã Minh Tiến thuộc huyện Phù Tiên, tỉnh Hải Hưng.
Ngày 6 tháng 11 năm 1996, Quốc hội ban hành Nghị quyết về việc chia tỉnh Hải Hưng thành 2 tỉnh Hải Dương và Hưng Yên và xã Minh Tiến thuộc huyện Phù Tiên, tỉnh Hưng Yên.
Ngày 24 tháng 2 năm 1997, Chính phủ ban hành Nghị định 17-CP về việc chuyển xã Minh Tiến thuộc huyện Phù Tiên về huyện Phù Cừ mới tái lập quản lý.